# Geografia religii
Geografia religii – jedna z młodszych dyscyplin geografii wyodrębniona w ramach geografii kultury i geografii człowieka, zajmuje się badaniem relacji pomiędzy przestrzenią geograficzną a religią.

## Przedmiot badań
Geografia religii ma charakter interdyscyplinarny, powiązana jest ściśle z innymi dyscyplinami geografii oraz z naukami pokrewnymi do których zalicza się: religioznawstwo, historię, socjologię, etnologię itd.
Problematyka badawcza obejmuje następujące zagadnienia:
- środowisko geograficzne a religia,
- przestrzeń sakralna i krajobraz sakralny,
- ekspansja religii w różnych skalach geograficznych,
- migracje religijne, pielgrzymki, turystyka religijna,
- wpływ religii na typy osadnicze,
- wpływ religii na gospodarkę,
- religia a ochrona środowiska,
- kartografia i regionalizacja religijna.

## Historia badań

### Badania zagraniczne
Terminu geografia religii jako pierwszy użył w roku 1642 angielski uczony Thomas Browne w dziele Religio Medici. Rozwój badań przypadł najpierw na XIX wiek, kiedy geografia zaczęła szerzej interesować się różnymi aspektami działalności człowieka. Bardzo ważne dla ukształtowania nowej dyscypliny okazały się prace niemieckich badaczy, zwłaszcza Carla Rittera i Friedricha Ratzela.
Po II wojnie światowej podjęto starania aby zdefiniować i określić rolę zjawisk religijnych w przestrzeni geograficznej. W 1976 roku utworzono przy Międzynarodowej Unii Geograficznej specjalną grupę zajmującą się systemami wierzeń. W 1985 roku rozpoczęto w Bochum wydawanie specjalistycznego periodyku Geographia Religionum. Współczesne badania nad geografią religii prowadzone są w Polsce, Niemczech, Stanach Zjednoczonych, Francji, Kanadzie, Słowacji, Japonii oraz Indiach.

### Badania w Polsce
Problematykę religijną w swoich pracach poruszali Jan Długosz i Maciej Miechowita, natomiast pierwsze badania dotyczące geografii religii podjął w XIX wieku Wincenty Pol, który prowadził w Katedrze Geografii na Uniwersytecie Jagiellońskim wykłady dotyczące geografii Ziemi Świętej. W 1836 roku Wincenty Pol wydał dzieło Geografia Ziemi Świętej w dwóch księgach.
Współcześnie, badania z zakresu geografii religii prowadzone są w Zakładzie Geografii Religii Instytutu Geografii i Gospodarki Przestrzennej Uniwersytetu Jagiellońskiego. Zakład Geografii Religii utworzony został w 1994 roku przez Antoniego Jackowskiego. Od 1995 roku Zakład wydaje periodyk naukowy Peregrinus Cracoviensis.